# Paul Ruffner
Paul Ruffner (Downey, 15 ottobre 1948 – Provo, 17 giugno 2022) è stato un cestista statunitense, professionista nella NBA e nella ABA.

## Carriera
Venne selezionato dai Chicago Bulls al secondo giro del Draft NBA 1970 (28ª scelta assoluta).